# منصف (جبيل)
منصف هي إحدى القرى اللبنانية من قرى قضاء جبيل في محافظة جبل لبنان.